# Chiaka Ogbogu
Chiaka Sylvia Ogbogu (15 de abril de 1995) é uma voleibolista estadunidense.

## Carreira
Ogbogu integrou a equipe da Seleção dos Estados Unidos de Voleibol Feminino nos Jogos Olímpicos de Verão de 2020 em Tóquio, quando conquistou a medalha de ouro após derrotar a equipe brasileira na final por 3 sets a zero. 

### Clubes
- Il Bisonte Firenze (2017–2018)
- KPS Chemik Police (2018–2019)
- Imoco Volley Conegliano (2019–2020)
- Eczacıbaşı Spor Kulübü (2020–2021)
- VakıfBank SK (2021–)